# Paul Beneke (Schiff)
Die Paul Beneke war ein 1936 gebautes Fahrgastschiff, das die deutsche Kriegsmarine ab 1937 als Stationstender, ab 1939 als Navigationsschulschiff nutzte. Zuvor war es bei der Atlantic-Rhederei F. & W. Joch in der Nordsee im Einsatz. Es diente nach 1945 als Vermessungsschiff beim Deutschen Hydrographischen Institut, wurde 1953 in die Niederlande und 1959 wieder nach Deutschland verkauft und in Tabu umbenannt. Mindestens bis zum Jahr 2000 lag es aufgelegt und wurde 2002 abgewrackt.
Das Schiff war benannt nach Paul Beneke, dem Kaperkapitän der Hanse und Danziger Ratsherrn des 15. Jahrhunderts.

## Bau und technische Daten
Im Jahre 1930 wurde im Auftrag der chilenischen Regierung bei der Lindenau Werft in Memel ein Schiff mit der Baunummer 54 auf Kiel gelegt, das als Staatsyacht Presidente Ibanez für den damaligen Präsidenten Carlos Ibáñez dienen sollte. Nachdem Ibáñez am 26. Juli 1931 durch einen Generalstreik zum Rücktritt und ins Exil nach Argentinien gezwungen worden war, wurde der Weiterbau des Schiffs eingestellt, und der unfertige Kasko blieb auf der Helling liegen. Erst 1936 fand sich ein Käufer: die Hansa-Tank-Reederei GmbH aus Hamburg erwarb den Kasko für die Atlantic-Rhederei F. & W. Joch als Korrespondenzreeder und ließ ihn, mit der neuen Baunummer 71, als Passagierschiff fertigstellen. Das Schiff lief am 13. Juni 1936 mit dem Namen Admiral vom Stapel.
Seine Länge betrug 50,29 Meter, es war 7,60 Meter breit und wies einen Tiefgang von 2,80 Metern auf. Die Konstruktionsverdrängung betrug 469 Tonnen bei einer Vermessung von 477 BRT. Der Antrieb bestand aus einem Sulzer 6-Zylinder-Zweitakt-Dieselmotor, der 800 PS leistete und auf eine Schraube wirkte. Damit erreichte das Schiff eine Geschwindigkeit von 12,5 kn. Es hatte eine Reichweite von 1070 sm bei 12 kn Marschgeschwindigkeit. Bewaffnung hatte das Schiff auch während seiner späteren Dienstzeit bei der Kriegsmarine keine.

## Geschichte

### PassagierschiffAdmiral
Die Übergabefahrt der Admiral von der Werft in Memel an die Atlantic-Rhederei F. & W. Joch in Hamburg erfolgte am 23. August 1936. Nach der Indienststellung fuhr die Admiral für die NS-Organisation „Kraft durch Freude“ auf den Routen Hamburg – Helgoland und Cuxhaven – Amrum. Sie konnte bis zu 343 Passagiere befördern und hatte 13 Mann Besatzung.

### Stationstender und NavigationsschulschiffPaul Benekeder Kriegsmarine
Bereits am 31. Mai 1937 verkaufte die Reederei das Schiff wegen der eingefahrenen Verluste wieder, Käufer war die Kriegsmarine. Diese teilte das Schiff am 28. Juli 1937 der Marineschule Mürwik in Flensburg zu, ließ es bei den Howaldtswerken Hamburg zum Stationstender umbauen und stellte es am 31. Januar 1938 mit dem neuen Namen Paul Beneke in Dienst. Während der Kieler Woche 1938 wurde das Schiff von Parteifunktionären der NSDAP als Unterkunft und Beobachtungsplattform genutzt. Ab dem 12. Februar 1939 diente es dann als Navigationsschulschiff der Marineschule Mürwik, dem Ausbildungsgebiet der Kriegsmarine. Die Besatzung bestand nun aus 1 Offizier und 39 Mannschaften, und 6 Offiziere und 66 Mannschaften konnten als Ausbilder bzw. Auszubildende an Bord Platz finden.
Über die weitere Verwendung bis zum Ende des Zweiten Weltkriegs liegen keine Angaben vor. Im Mai 1945 wurde das Schiff britische Kriegsbeute.

### Vermessungsschiff des Deutschen Hydrographischen Instituts
Die Briten wiesen das Schiff dem Deutschen Hydrographischen Institut zu, in dessen Vermessungsverband es im Juni 1945 in Dienst gestellt wurde und bis zur Außerdienststellung am 6. Dezember 1949 eingesetzt wurde.
Die Vermessungstätigkeiten fanden auch vor der Küste der damaligen Sowjetischen Besatzungszone statt. Vom 25. Juli bis 31. Oktober 1947 vermaß die Paul Beneke die Wismarer Bucht und die Häfen von Wismar, Tarnewitz, Timmendorf und Rerik. Die für 1948 vorgesehene Weiterführung der geplanten Arbeiten vor Warnemünde, in den Fahrwassern nach Stralsund und vor Saßnitz kam wegen der ablehnenden Entscheidung der sowjetischen Marineleitung nicht mehr zustande.

### Verkäufe, Namenswechsel inTabuund Verbleib
Zum Jahresende 1949 wurde die Paul Beneke an die Wasser- und Schifffahrtsverwaltung in Hamburg abgegeben. Nach einer Überholung auf der Staatswerft Saatsee in Rendsburg wurde sie ab Mai 1952 beim Wiederaufbau von Helgoland und zu Vermessungsarbeiten in der Deutschen Bucht eingesetzt. 1953 wurde das Schiff zunächst in Kiel aufgelegt und dann gegen Ende des Jahres von der britischen Naval Craft Disposal Group an die Scheepvaartbedijf „Walcheren“ in Amsterdam zum Weiterverkauf veräußert. Ein geplanter Verkauf an die Rogaland Sjöguttskole (Rogaland Seemannsschule) in Norwegen wurde nicht realisiert, aber dann fand sich ein niederländischer Interessent, der es bei A. van der Grijp in Sliedrecht (Provinz Südholland) zum Kombischiff umbauen lassen wollte. Bald nach Beginn wurden die Arbeiten wieder eingestellt und das Schiff wurde erneut aufgelegt.
1959 wurde das Schiff nach Deutschland verkauft, in Tabu umbenannt und in Leer aufgelegt. Geplant, aber dann nicht ausgeführt, war ein Umbau zum Kreuzfahrtschiff. Das Schiff lag mehr als 20 Jahre ungenutzt in Leer. In dieser Zeit musste am 1. Februar 1970 ein Brand an Bord gelöscht werden. Am 2. März 1979 sank das Schiff aufgrund gebrochener Seewasserventile während einer starken Frostperiode; es wurde erst am 18. Januar 1980 wieder gehoben. Ende 1981 kaufte ein Unternehmer aus München das alte Schiff und ließ es nach Emden schleppen, um es zu einem Luxuskreuzfahrtschiff umbauen zu lassen, aber auch dieses Vorhaben kam nicht zur Ausführung. Stattdessen geriet das Schiff an seinem Liegeplatz am Eisenbahndock erneut in Brand, kenterte und sank. Erst 1990 fand sich ein neuer Käufer; das Schiff wurde im September 1990 wieder gehoben und an den Südkai geschleppt, dort dann aber wiederum aufgelegt. Danach lag das Schiff dort bis mindestens bis zum Jahr 2000. Im Oktober 2002 wurde das Schiff in Leer abgewrackt.